# Unstrut-Hainich
Unstrut-Hainich est une commune allemande de l'arrondissement d'Unstrut-Hainich dans l'État de Thuringe. Elle est créée le 1er janvier 2019.

## Géographie
La commune du nord du bassin de Thuringe comprend les quartiers d'Altengottern, Flachheim, Grossengottern, Heroldishausen, Mülverstedt et Weberstedt, qui étaient auparavant des communes indépendantes.
Commençant au sud-ouest et dans le sens des aiguilles d'une montre, Unstrut-Hainich borde les villes et communes suivantes : Kammerforst, Oppershausen, Mühlhausen/Thuringe, Körner, Nottertal-Heilinger Höhen, Bad Langensalza, Schönstedt, Hörselberg-Hainich, Berka vor dem Hainich, Bischofroda, Lauterbach et Amt Creuzburg.
Au sud-ouest de la commune, il y a une enclave de la ville de Bad Langensalza et de la commune de Kammerforst.

## Histoire
Dans le cadre de la réforme territoriale, les communes d'Altengottern, Flarchheim, Grossengottern, Heroldishausen, Mülverstedt et Weberstedt décident de se regrouper en une commune au 1er janvier 2019. Avec Schönstedt, elles sont toutes des communes membres de la Verwaltungsgemeinschaft Unstrut-Hainich, qui est dissoute par la fusion. Schönstedt ne rejoint  pas la fusion, ce qui permet à la commune d'Unstrut-Hainich d'agir en tant que commune de plein exercice pour Schönstedt. Le 13 décembre 2018, le parlement d'État adopte la loi correspondante

## Politique
Le conseil est composé de 26 conseillers. Aux élections communales du 26 mai 2019 (de), le résultat conduit à la répartition suivante des sièges :
| Parti / liste      | Votes  | Sièges |
| CDU                | 43,9 % | 11     |
| Électeurs libres   | 44,0 % | 12     |
| PRO commune rurale | 12.0 % | 3      |

Le siège de l'administration communale est à la mairie du quartier de Grossengottern.